# 로버트 로즈웰 파머

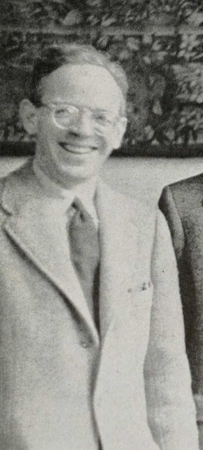
1953년경 R. R. 파머

로버트 로즈웰 파머(Robert Roswell Palmer, 1909년 1월 11일 ~ 2002년 6월 11일)는 프린스턴 및 예일 대학에서 18세기 프랑스를 전문으로 했던 미국의 사학자였다. 그의 가장 영향력 있는 학문적 저서인 "민주주의 혁명의 시대: 유럽과 미국의 정치사, 1760-1800(1959년과 1964년)"는 1760년에서 1800년 사이에 유럽과 아메리카를 휩쓴 민주주의 혁명의 시대인 대서양 혁명을 다루었다. 그는 첫 번째 권으로 밴크로프트 상을 수상했다. 파머는 또한 역사 교과서 저술가로서 명성을 얻었다.

## 생애
시카고에서 태어난 파머는 공립학교를 조기 졸업했다. 라틴어로 쓴 연극으로 시 전체 대회에서 우승하여 시카고 대학교 전액 장학금을 받았으며, 그곳에서 역사가 루이 고찰크에게 사사하고 1931년 학사 학위(Ph.B.)를 취득했다. 그는 3년 후 코넬 대학교에서 칼 L. 베커에게 사사하며 역사학 박사 학위를 받았다. 그의 박사 학위 논문은 "프랑스 혁명 전야의 미국 독립에 대한 프랑스의 사상"으로, 1934년에 "출판/창작"되었다.
파머는 1936년 프린스턴 대학교에서 강사로 가르치기 시작했으며, 그곳에서 거의 30년 동안 전임 교수가 되었다. 그는 워싱턴 대학교 세인트루이스에서 인문사회과학대학 학장(1963-1966)을 역임한 후, 예일로 돌아와 가르치고 집필했으며, 그곳에서 명예 교수로 은퇴했다. 파머는 버클리, 시카고, 콜로라도, 미시간을 포함한 수많은 대학에서 초빙 교수를 역임했다. 1977년 은퇴 후, 그는 프린스턴 고등연구소의 객원 학자로 프린스턴으로 돌아왔다.
파머는 1942년 에스더 하워드와 결혼하여 세 자녀와 네 손자를 두었다. 그의 아들인 역사학자 스탠리 파머는 텍사스 대학교 알링턴의 역사 교수이다. 2002년 뉴타운에서 R. R. 파머가 사망한 후, 프린스턴 예배당에서 추모식이 열렸다.

## 저서
1950년 파머는 "현대 세계사"를 출판했으며, 2013년 현재 11판까지 출간되었다. (조엘 콜튼은 1956년부터 공동 저자이며 2판의 공동 저자이며, 로이드 크레이머는 2002년부터 공동 저자이며 9판의 공동 저자이다.) 이 책은 6개 언어로 번역되었으며 1000개 이상의 대학과 많은 AP 유럽사 고등학교 과정에서 사용된다. 이 책은 명확하고 에세이 같은 문체로 유명하다. 파머의 서론은 인류 문명의 초기 징후부터 서기 1300년까지의 기간을 다룬다. 본문은 유럽 역사에서 흑사병부터 소련의 해체까지의 사건을 다룬다. 이 책은 부분적으로 사상별로 구성되어 있다. 예를 들어, 프랑스 혁명과 현대 및 고대 사상의 관계는 프랑스 혁명 전에 언급될 수 있다.
파머의 가장 중요한 역사 학술 저작은 "민주주의 혁명의 시대: 유럽과 미국의 정치사, 1760-1800"이다. 이 책은 프린스턴에서 두 권으로 출판되었는데, "도전(1959년)"은 미국 역사 부문 밴크로프트 상을 수상했고, "투쟁(1964년)"은 그 뒤를 이었다. 파머의 역작은 두 가지 경쟁 세력, 즉 민주주의와 평등 사상과 사회에서 귀족 세력의 증대, 그리고 이 세력들 간의 충돌 결과, 즉 미국 독립 혁명과 프랑스 혁명을 포함한 결과들을 추적했다. 따라서 이는 "비교 대서양사" 분야의 발전을 예고했다. 이 책은 학자들에게 여전히 귀중한 자료로 남아 있다. 1971년 파머는 두 번째 권을 약간 수정하고 축약한 버전인 "프랑스 혁명의 세계"를 출판했다.
1941년 모노그래프 "통치한 열두 명"도 주목할 만하다. 이 책은 초판 이래로 계속 출간되었고, 프랑스 혁명 200주년을 기념하여 1989년에 새로운 서문과 함께 재발행되었으며, 2005년에는 프린스턴 대학 출판사 100주년 기념의 일환으로 프린스턴 클래식으로 재발행되었다. 이 책은 역사와 집단 전기를 융합한 것으로, 공안위원회 위원들과 그들이 혁명 후 공포 기간 동안 프랑스를 이끌기 위한 노력에 초점을 맞추고 있다. 혁명 및 나폴레옹 시대 전문가인 콜롬비아 대학교 역사 교수 이서 월록은 "통치한 열두 명"이 "미국인이 쓴 프랑스 혁명에 관한 최고의 책일 수 있다"고 말했다.

## 선택 저서
- 프랑스 혁명 전야의 미국 독립에 대한 프랑스의 사상 (코넬 대학교 박사 학위 논문) – 1934년에 "출판/창작"됨[2]
- 18세기 프랑스의 가톨릭 신자 및 불신자 (프린스턴 대학교 출판부, 1939)
- 통치한 열두 명: 공안위원회, 공포 시대 (프린스턴, 1941; 200주년 기념 신판, 1989)[7]
- 지상 전투 부대의 조달 및 훈련, 파머, 벨 I. 와일리, 윌리엄 R. 키스트 (육군부, 1948) – 미군, 1939–1945년에 대하여[8]
- 현대 세계사 (알프레드 A. 노프, 1950); 파머, 조엘 콜튼, 로이드 크레이머의 11판 (맥그로-힐, 2013)[4]
- 민주주의 혁명의 시대: 유럽과 미국의 정치사, 1760-1800 (프린스턴, 1권, 1959; 2권, 1964); 단권판, 데이비드 아미티지의 새로운 서문, 2014; 온라인 판 1-2권; 온라인 무료
- 프랑스 혁명의 세계 (앨런 & 언윈, 1971) – "시대" 2권의 더 짧고 덜 학문적인 내용
- 인류의 개선: 교육과 프랑스 혁명 (프린스턴, 1985)

번역
- 조르주 르페브르, 프랑스 혁명의 도래, 1789 (프린스턴, 1947) [원작 1939]
- 프랑스 혁명의 학교: 루이르그랑 대학과 그 교장 장프랑수아 샹파뉴의 문서화된 역사, 1762–1814 (프린스턴, 1975), 파머 편집 및 번역
- 루이 베르제롱, 나폴레옹 시대 프랑스 (프린스턴, 1981) [원작 1972]
- 두 명의 토크빌, 아버지와 아들: 프랑스 혁명 도래에 대한 에르베와 알렉시 드 토크빌 (프린스턴, 1987), 파머 편집 및 번역
- 장폴 베르토, 프랑스 혁명군: 시민병사에서 권력의 도구로 (프린스턴, 1988) [원작 1979]
- 자코뱅에서 자유주의자로: 마르크앙투안 줄리앙, 1775–1848 (프린스턴, 1993), 파머가 선정 및 번역하고 해설[9]
- 장 바티스트 세이, 혼란스러운 시대의 경제학자: 저작물 (프린스턴, 1997), 파머가 선정 및 번역

역사 지도책
- 세계사 아틀라스 (랜드 맥널리, 1957; 개정판, 1965)

1983년부터 R. I. 무어가 총 편집한 [랜드 맥널리] 세계사 아틀라스는 햄린 역사 아틀라스(1981)를 기반으로 한다.

## 수상 및 영예
- 1958년, 미국 예술 과학 아카데미에 선출[11]
- 1959년, 미국철학학회에 선출[12]
- 1960년, 밴크로프트 역사상, 미국 학술단체협의회 특별상
- 1961년, 프랑스 역사 연구 학회 회장 역임
- 1970년, 미국역사협회 회장
- 1990년, 로마에서 안토니오 펠트리넬리 국제 역사상
- 웁살라 및 툴루즈 대학교 명예 학위 수여

## 더 읽어보기
- 콕스, 마빈 R. "파머와 퓌레: 민주주의 혁명 시대 재평가", Historical Reflections/Réflexions Historiques 37.3 (2011): pp. 70–85
- 프리굴리에티, 제임스. "대서양을 횡단한 우정: 역사가 조르주 르페브르와 로버트 R. 파머의 긴밀한 관계", Historical Reflections/Réflexions Historiques 37.3 (2011): pp. 56–69
- 고든, 린다, 데이비드 헌트, 피터 와일러. "주입식 역사: 파머와 콜튼의 현대 세계사 비판." The History Teacher 21.1 (1987): 53-103. 온라인

- 핸슨, 폴. "자코뱅에서 자유주의자로", Historical Reflections/Réflexions Historiques 37.3 (2011): pp. 86–100
- 하비, 존 레이턴. "로버트 로즈웰 파머." Historical Reflections/Réflexions Historiques 37.3 (2011): 1–17. 온라인
- 하비, 존 레이턴. "'약간의 악의를 담아 쓰여진 역사': 파머, 브린튼, 그리고 프랑스 혁명에 대한 미국 논쟁." Historical Reflections/Réflexions Historiques 37.3 (2011): 38–55.
- 크레이머, 로이드. "로버트 R. 파머와 큰 질문의 역사", Historical Reflections/Réflexions Historiques 37.3 (2011): pp. 101–22
- 레이턴 하비, 존. "서문: 로버트 로즈웰 파머: 미국 자유주의의 대서양 횡단 여정", Historical Reflections/Réflexions Historiques 37.3 (2011): 1–17. 온라인
- 반 클레이, 데일 K. "로버트 R. 파머의 18세기 프랑스의 가톨릭 신자 및 불신자: 뒤늦은 헌사", Historical Reflections/Réflexions Historiques 37.3 (2011): pp. 18–37